# دیوید تورن
دیوید تورن (انگلیسی: David Thorne؛ ۱۳ دسامبر ۱۹۳۳ – ۲۳ آوریل ۲۰۰۰) فرد نظامی اهل بریتانیا بود. وی برندهٔ جوایزی همچون نشان امپراتوری بریتانیا و نشان سلطنتی ویکتوریایی شده است.
تورن در سال ۱۹۷۲ فرماندهی گردان اول، هنگ سلطنتی آنگلیان را بر عهده گرفت. او در سال ۱۹۷۷ در جریان عملیات بنر به فرماندهی تیپ سوم پیاده‌نظام در ایرلند شمالی منصوب شد و در این سمت در سال ۱۹۷۹ اولین افسری بود که نخست‌وزیر مارگارت تاچر را در مورد کمین وارن‌پوینت مطلع کرد. او در سال ۱۹۸۱ به سمت معاون سرگروه ارتش بریتانیا منصوب شد. در سال ۱۹۸۲، اندکی پس از بازپس‌گیری جزایر فالکلند توسط نیروهای مسلح بریتانیا از تهاجم آرژانتینی‌ها در جنگ فالکلند، به عنوان فرمانده نیروهای بریتانیا در این جزایر منصوب شد. در این سمت، او از ایده کاپیتان وقت، جفری کاردوزو، برای یافتن، بازیابی و دفن محترمانه هر سرباز آرژانتینی کشته شده پس از پایان جنگ حمایت کرد.
تورن در سال ۱۹۸۳ به عنوان افسر کل فرمانده لشکر اول زرهی و در سال ۱۹۸۶ به عنوان مدیر پیاده‌نظام منصوب شد و در این سمت، رد اصلاحات پیشنهادی در وزارت دفاع برای انتصاب افسران را که به اعتقاد او سیستم هنگ ارتش بریتانیا را تضعیف می‌کرد، تضمین کرد. او در سال ۱۹۸۸ از ارتش بازنشسته شد.
تورن در دوران بازنشستگی، مدیر کل انجمن سلطنتی مشترک المنافع شد. او در ۶۷ سالگی در ۲۳ آوریل ۲۰۰۰ بر اثر سرطان در فراملینگهام، در شهرستان سافک، درگذشت.